# Osiedla Płocka
Płock podzielony jest na 23 osiedla (21 osiedli mieszkaniowych oraz 2 niezamieszkane osiedla przemysłowe). Osiedla stanowią oficjalny, prawny podział administracyjny miasta. Są jednostkami pomocniczymi gminy zgodnie z art. 5 ustawy o samorządzie gminnym z dnia 8 marca 1990 r.

## Podział miasta
Podstawowy podział oficjalny oraz mniejsze osiedla zwyczajowe:
- Borowiczki
  - Ośnica
  - Gmury
  - Grabówka
- Ciechomice
  - Górki
  - Longinus
  - Ciechomice Nowe
- Dobrzyńska
- Dworcowa
- Góry
  - Wesółka
- Imielnica
  - Parcele
- Kochanowskiego
- Kolegialna
  - Górki / Niemieckie Górki
- Kostrogaj
- Łukasiewicza (Wielka Płyta)
- Międzytorze
  - Zatorze
- Petrochemia / Biała
- Podolszyce Południe
  - Os. Miedza
  - Os. Nad Jarem
  - Os. Zagroda
  - Os. Sady
  - Os. Przy Skarpie
  - Os. Kapliczka
  - Os. Wieś
- Podolszyce Północ
  - Os. Trzysta
  - Boryszewo
- Pradolina Wisły
  - Krakówka
  - Budy
  - Tokary
- Radziwie
- Skarpa
  - Skarpa A
  - Skarpa B
- Stare Miasto
  - Czarny Dwór
  - Rybaki
- Trzepowo
  - Jędrzejewo
- Tysiąclecia (Wielka Płyta)
- Winiary
  - Os. Młodych
- Wyszogrodzka
  - Cholerka
  - Os. Imielnickie
- Zielony Jar

## Ludność i powierzchnia osiedli
| Dzielnice mieszkaniowe          | Powierzchnia (km²) | Ludność | Ludność na 1 km² |
| ------------------------------- | ------------------ | ------- | ---------------- |
| Borowiczki                      | 6,04               | 3776    | 625              |
| Ciechomice                      | 5,55               | 1414    | 255              |
| Dworcowa                        | 0,53               | 4992    | 9419             |
| Góry                            | 8,72               | 1843    | 211              |
| Imielnica                       | 3,11               | 2683    | 863              |
| Kochanowskiego                  | 0,75               | 8642    | 11522            |
| Kolegialna                      | 1,18               | 8947    | 7583             |
| Łukasiewicza wraz z Kostrogajem | 2,63               | 10160   | 3863             |
| Międzytorze                     | 1,23               | 4997    | 4063             |
| Miodowa                         | 0,79               | 8637    | 10933            |
| Podolszyce Południe             | 2,14               | 9931    | 4641             |
| Podolszyce Północ               | 3,38               | 11875   | 3513             |
| Pradolina Wisły                 | 7,33               | 488     | 67               |
| Radziwie                        | 9,14               | 3324    | 364              |
| Skarpa                          | 1,72               | 7946    | 4620             |
| Stare Miasto                    | 0,83               | 3267    | 3936             |
| Trzepowo                        | 10,55              | 610     | 58               |
| Tysiąclecia                     | 0,24               | 4689    | 19539            |
| Winiary                         | 5,9                | 1877    | 318              |
| Wyszogrodzka                    | 3,32               | 9646    | 2905             |
| Zielony Jar                     | 0,85               | 3915    | 4605             |

| Pozostałe obszary | Powierzchnia (km²) |
| ----------------- | ------------------ |
| PKN Orlen         | 7,6                |
| Wisła             | 4,52               |